# Tempête dans un verre d'eau (film)
Pour les articles homonymes, voir Tempête (homonymie).
Pour plus de détails, voir Fiche technique et Distribution.

Tempête dans un verre d'eau (Tempest in a Teapot) est un film français réalisé par Arnold Barkus, sorti en 1997.

## Synopsis
Jean est un français loufoque qui vit à New York. Son meilleur ami Max est un américain de Brooklyn qui aime la France. Avec l'aide de la mystérieuse Vita, Jean amène Max à croire qu'il est cocu.

## Fiche technique
- Titre : Tempête dans un verre d'eau
- Réalisation : Arnold Barkus
- 2e assistant réalisateur : Chip Signore
- Scénario : Jackie Berroyer et Arnold Barkus
- Photographie : Bertrand Mouly, Michael F. Barrow
- Musique : Jonathan Sampson
- Décors : Aleksandar Denic
- Costumes : Cathryn Nixon
- Mixage : Neil Riha, Bruno Tarrière
- Maquillage : Heidi Kulow
- Producteurs : Andrew Fierberg, Amy Hobby, Marc Piton et Claude Kunetz
- Production : Swift Distribution, Double A Films
- Distributeur France : Swift Distribution
- Pays d'origine :  France
- Langue : français
- Genre : comédie dramatique
- Lieux de tournage : New York, Paris
- Dates de sortie :
  -  France : 12 octobre 1997

## Distribution
- Jackie Berroyer : Jean
- Arnold Barkus : Max
- Maria de Medeiros : Vita
- François Dyrek : Socrate
- Max Barkus : le père de Max
- Evita Barkus : la mère de Max
- Barbara Ann Ferro : la fille du magasin de jouets
- Simon Abkarian
- Patricia Dinev
- Tim Anderson
- Elli Medeiros